# Mesadenella
Mesadenella es un género de orquídeas . Es originario de México hasta el sur de Sudamérica tropical.

## Descripción
A continuación se brinda un listado de las especies del género Mesadenella aceptadas hasta mayo de 2011, ordenadas alfabéticamente. Para cada una se indica el nombre binomial seguido del autor, abreviado según las convenciones y usos y la publicación válida.
Mesadenella cuspidata (Lindley) Garay, de vez en cuando se puede ver en las colecciones, ya que es muy común en el sureste de Brasil.

## Distribución y hábitat
Menos de diez especies han sido descritas. Son hierbas terrestres, de vez en cuando en pastizales, que habitan en el bosque oscuro y húmedo, en el humus, desde el nivel del mar a 800 metros de altura, se producen en la zona continua desde el Sur de México, y se extiende por el corazón del Amazonas, alcanzando el estado de Santa Catarina.

## Evolución, filogenia y taxonomía
Fue propuesto por Pabst y Garay en Archivos do Jardim Botanico do Rio de Janeiro 12: 207-208 en 1952, su especie tipo es Mesadenella esmeraldae (Linden & Rchb.f.) Pabst & Garay, fur descrito por primera vez como Spiranthes esmeraldae Linden & Rchb.f. en 1862, y de hecho es un sinónimo de Mesadenella cuspidata (Lindl.) Garay, descrito por primera vez como Spiranthes cuspidata Lindl..
A pesar del nombre, tanto genética y morfológicamente,  este género está mucho más cerca de Sacoila y Eltroplectris que de Mesadenus. Se distingue de otros géneros de la subtribu por sus flores, cuya base del labelo está dotada con glándulas néctarias libres, y por el ápice de polinias, que se prolonga más allá de la porción terminal del viscidio.
En 1993, sobre la base de algunas diferencias en la estructura floral, por ejemplo, en el labelo cuyos laterales  no se adhieren a la columna, Dariusz Szlachetko segregó una de sus especies, la Mesadenella atroviridis (Barb.Rodr.) Garay, en un nuevo género monotípico propuesto por él, Garaya. Dado que no hay consenso sobre su aceptación por ahora se trata este género como sinónimo de Mesadenella. 

### Etimología
El nombre del género significa que es diferente, pero cerca de Mesadenus, la terminación ella significa pequeño.

### Especies
A continuación se brinda un listado de las especies del género Mesadenella aceptadas hasta mayo de 2011, ordenadas alfabéticamente. Para cada una se indica el nombre binomial seguido del autor, abreviado según las convenciones y usos.
1. Mesadenella angustisegmenta Garay, Bot. Mus. Leafl. 28: 285 (1980 publ. 1982).
2. Mesadenella atroviridis (Barb.Rodr.) Garay, Bot. Mus. Leafl. 28: 335 (1980 publ. 1982).
3. Mesadenella cuspidata (Lindl.) Garay, Opera Bot., B 9(225: 1): 238 (1978).
4. Mesadenella meeae R.J.V.Alves, Folia Geobot. Phytotax. 27: 64 (1992).
5. Mesadenella peruviana Garay, Bot. Mus. Leafl. 28: 286 (1980 publ. 1982).
6. Mesadenella tonduzii (Schltr.) Pabst & Garay, Arch. Jard. Bot. Rio de Janeiro 12: 209 (1953).
7. Mesadenella variegata D.E.Benn. & Christenson, Icon. Orchid. Peruv.: t. 713 (2001).